# Room 237
Pour plus de détails, voir Fiche technique et Distribution.
Room 237 est un film documentaire américain réalisé par Rodney Ascher, et sorti en 2012. Il se penche sur les interprétations du film Shining de Stanley Kubrick, adapté du roman éponyme de Stephen King. Le documentaire est découpé en 9 segments, chacun se concentrant sur une théorie en particulier, qu'ils agrémentent d'indices tirés d'extraits du film Shining, et d'autres films de la filmographie de Stanley Kubrick.
Le documentaire est produit par Tim Kirk, et son titre fait référence à une chambre dans l'hôtel Overlook, que Dick Hallorann interdit à Danny dans le film. Room 237 a été présenté à la Quinzaine des réalisateurs aux festivals de Cannes et de Sundance de l'année 2012. Les droits de distribution ont ensuite été acquis par IFC Midnight, et le film est sorti en salle le 29 mars 2013.

## Présentation

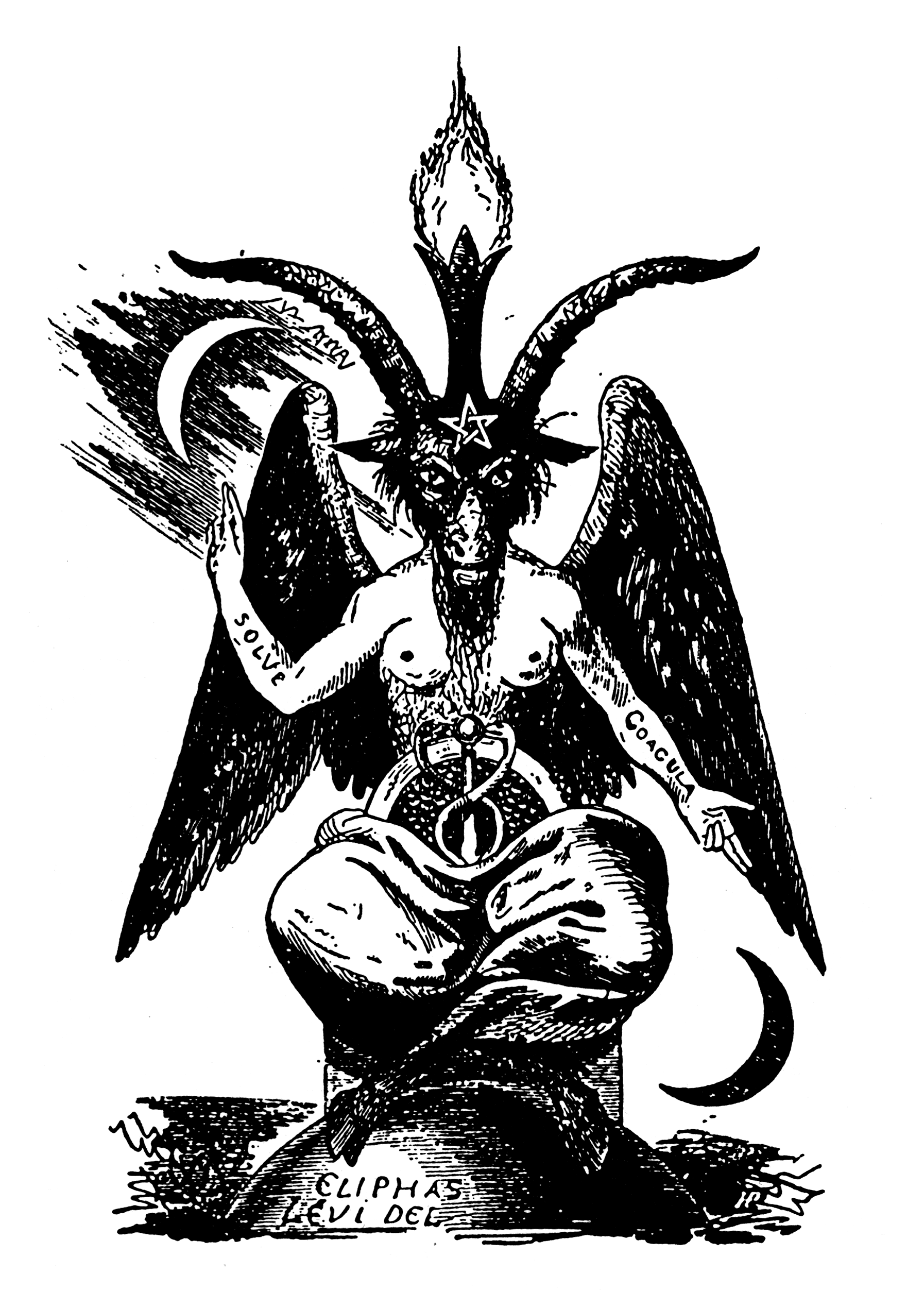
Baphomet.

Room 237 débute par un message avertissant le spectateur que le documentaire n'a été approuvé ni par l'entourage de Stanley Kubrick, ni par la Warner. Dans ce documentaire subjectif, plusieurs personnes proposent, en voix-off, plusieurs interprétations du film Shining, dont ils disent tous être fans.
Selon l'une d'entre elles, le film parle des Amérindiens, car, selon une réplique du directeur de l'hôtel, Stuart Ullman, l'hôtel a été construit sur un « ancien cimetière indien », et le film comporte plusieurs images associées à cette communauté, comme par exemple des grandes boîtes de la marque Calumet sont visibles dans deux scènes importantes du film (la visite du garde-manger et l'enfermement de Jack dans ce dernier). Le documentaire relie ça au fait qu'un calumet est une pipe cérémonielle amérindiennes, et que les boîtes représentaient un Amérindien.
Une autre théorie développée sur le film est qu'il serait une confession subtile du réalisateur pour avoir tourné des images truquées de l'alunissage d'Apollo 11. Les arguments donnés dans le documentaire sont que, dans une scène, Danny porte un pull avec marqué dessus "Apollo 11", qu'il marche sur une moquette dont le motif rappelle la rampe de lancement d'Apollo, et qu'il se rend dans la chambre "237", ce qui sont les trois mêmes premiers chiffres que la distance moyenne qui sépareraient la Terre et la Lune. Enfin, le documentaire interprète une phrase de Jack, qui dit à Wendy qu'elle ne comprend pas ce que représente la responsabilité de devoir travailler et d'honorer un contrat avec un employeur, comme un miroir du sentiment d'isolement que ressentirait Stanley Kubrick en gardant un secret aussi important.
Pour une autre personne dans le documentaire, le film parlerait de la Shoah. Le documentaire relie la phrase de Jack faisant référence au refrain du Grand Méchant Loup à une production Disney où le loup représente une caricature antisémite. Selon la théorie, Kubrick aurait également inséré un message d'espoir dans le conseil que Dick a donné à Danny, sur la manière de gérer son shining. Selon Danny, Dick lui a dit que les images qu'il a vues sont des images du passé, et qu'elles peuvent être oubliées. Kubrick aurait donc, de ce fait, tenté de rappeler à son public la Shoah, tout en l'aidant à oublier les horreurs de celle-ci.
Une autre théorie veut que Jack soit une métaphore du Baphomet ou du minotaure. Dans le premier cas, la théorie se base sur la façon dont il reprend la posture de ce démon sur la photo finale du film, avec le bras droit levé et le bras gauche pendant. Dans le second cas, la théorie se base sur le fait qu'un skieur sur une des affiches soit en réalité un minotaure, que Jack meurt comme celui-ci, dans un labyrinthe en tentant de tuer un jeune garçon, et également par le fait que le film Le Baiser du tueur ait été produit pour Minotaur Productions.
Le réalisateur du documentaire, Rodney Ascher, donne quant à lui sa propre interprétation, qui est que le petit Danny serait une métaphore du cerveau de ses parents. Grâce à l'hôtel Overlook, il peut accéder grâce aux subconscients de sa mère et de son père.
Plus tard, il dira, dans une interview pour Complex : « Mon point de vue personnel est que, pour commencer, je ne pense pas que le film soit aussi visionnaire que ce qu'ont pu trouver ces personnes. Je le vois comme une sorte d'histoire sur la façon de jongler avec les responsabilités de sa carrière et de sa famille, et comme une mise en garde sur ce qui peut arriver si l'on fait le mauvais choix. 
Et peut-être même que les fantômes sont des figures qui représentent la fortune ou le prestige ou des choses que vous pourriez poursuivre au détriment de l'attention que vous portez à votre famille. ». Il dira aussi qu'il s'est identifié au personnage de Danny Lloyd, et que le film se base sur un article de Jay Weidner qui développait ces théories.

## Fiche technique
- Titre : Room 237
- Titre original : Room 237
- Réalisation : Rodney Ascher
- Scénario : Rodney Ascher
- Langue : anglais
- Production : Tim Kirk
- Musique : Jonathan Snipes, William Hutson, The Caretaker
- Pays :  États-Unis
- Genre : Film documentaire
- Durée : 102 minutes
- Année de sortie : 2012

## Distribution
Narration par :
- Bill Blakemore ancien journaliste de guerre
- Geoffrey Cocks  professeur d'histoire
- Juli Kearns dramaturge, scénariste
- John Fell Ryan blogueur
- Jay Weidner chasseur de conspiration

Le film contient également des archives comprenant Stanley Kubrick, Stephen King, Jack Nicholson, Shelley Duvall, Danny Lloyd, Scatman Crothers, Joe Turkel, Barry Nelson, Philip Stone, Barry Dennen, Keir Dullea, Martin Potter, Tom Cruise et Nicole Kidman.

## Accueil

### Critiques
Room 237 a été accueilli favorablement par la critique. Il a obtenu une note de 94 % sur Rotten Tomatoes, sur la base de 133 critiques. Sur Metacritic, le film a reçu une note moyenne de 80 sur la base de 30 critiques, ce qui est considéré par le site comme une "critique généralement favorable".
Manohla Dargis, du New York Times, a saluée le film comme étant : « une ode à l'amour du cinéma dans ce qu'il a de plus délirant et sans entraves. Le documentaire positionne Shining comme un microcosme thématiquement débordant et comparativement enroulé - représentant le cinéma, l'histoire, l'obsession, la théorie postmoderne qui plie sous le poids du film ». Peter Travers, du magazine Rolling Stone, a attribué au film 3,5 étoiles sur 4, et l'a qualifié d'« inoubliable et unique, un hommage à l'amour du cinéma ». Mary Pols, de Time, a déclarée que le film était « aussi frais, net et étrangement excitant qu'un nouveau billet d'un dollar. Les théories du film ont peut-être toutes raison. Ou toutes tort. On ne peut pas trancher. Ce qui compte, c'est que les gens soient encore fous de la beauté d'un beau film sur la folie ».
En ce qui concerne les critiques négatives, Kyle Smith du New York Post attribue au film 1,5 étoile sur 4, et juge les théories avancées dans le film comme étant « risibles, vous pourriez faire la même chose avec Ghost Rider : L'esprit de vengeance. Mais pour être éclairante (ou divertissante), l'analyse doit persuader, ou au moins être intelligente ». Gilles Esposito, de Mad Movies, considère que les théories exposées dans ce documentaire ne sont que des « élucubrations délirantes », et que la seule plausible de toutes est celle qui relie le film aux amérindiens.
Dans le New York Times, Leon Vitali, assistant personnel de Kubrick sur le film, et ami du réalisateur a déclaré que le film était un « un tissu d'inepties issues de l'imagination fertile d'esprits farfelus » et qu'« il y a des idées défendues dans le film que je sais être de pures balivernes ». Il cite en exemple la théorie qui veut que l'affiche d'un skieur fasse en fait référence à un minotaure, ou celle qui dit que l'utilisation dans le film d'une machine à écrire allemande est à interpréter comme un symbole de l'Holocauste. Il souligne également un « total manque de recul du documentariste par rapport à toutes ces théories subjectives, proposées ici comme si le spectateur devait les prendre au sérieux ». Enfin, il conclut en disant que « "[Kubrick] ne dit pas au public ce qu'il doit penser ou comment il doit penser et si chacun en sort avec une pensée différente, cela ne le dérange pas. Cela dit, je suis certain qu'il n'aurait pas voulu écouter 70, voire 80 % [de Room 237]...Parce que c'est du pur charabia" ».
Dans une interview accordée à Rolling Stone en octobre 2014, Stephen King (qui a exprimé son aversion pour l'adaptation de son roman par Kubrick) a déclaré qu'il avait vu le film jusqu'à la moitié, en s'impatientant, puis l'avoir éteint car, selon lui, il n'a « jamais eu beaucoup de patience pour les conneries académiques », faisant référence au fait que la plupart des interprétations du documentaire viennent d'universitaires et de professeurs. King estime que dans le documentaire, les théoriciens « cherchent à atteindre des choses qui n'existent pas ».

### Box-office
Le film, qui a eu un budget de 5 426 , grâce à un système de financement participatif sur la plateforme Kickstarter, récolte 367 406  au box-office lors de sa sortie en salles en 2013.